# Дідух Володимир Степанович
Володимир Степанович Дідух (нар. 29 січня 1967, село Рясне, нині Львів, Україна) — український підприємець. Відомий також як кримінальний авторитет «Вова Морда».

## Життєпис
Народився 29 січня 1967 року в селі Рясне (нині в межах міста Львова, вул Шевченка, Львівська область, Україна). Стверджує в інтерв'ю газеті «Експрес» від 19 листопада 2014 року:
- на початку 1990-х переїхав до Москви, там заробив перший мільйон доларів;
- навчався за спеціальністю «Фінанси i кредит»;
- про надання ВО «Свобода» на діяльність 48 млн. $. Пережив замах на життя 24 серпня 2012 року[3] близько 14.00 у центрі Львова на вулиці Князя Романа[4]
- що є головою благодійної організації.

1 червня 2004 року був поранений у плече невідомим, який намагався його застрелити, коли Володимир вийшов із авто. На місці події міліціянти вилучили майже 20 гільз. Після замаху переїхав до Києва, туди перевів бізнес.
У квітні 2021 року РНБО ввела санкції проти топ-10 контрабандистів, серед яких значиться Володимир Дідух.

## Політична діяльність
У жовтні 2014 року взяв участь у виборах народних депутатів ВРУ, висувався від партії «Громадянський рух України».

## Сім'я
- син Дідух Максим Володимирович (15.08.1988)
- син Дідух Олександр Володимирович (3.4.1998)
- внук Дідух Володимир Максимович        (12.5.2011)
- внук Дідух Тимофій Максимович      (23.6.2017)
- Волошин Віталій Дмитрович     (16.02.2010)
- Колишня дружина Бойко Ірина Теодозіївна (27.01.1967)